# Kawasaki Ki-102
Kawasaki Ki-102, av de allierade kallad Randy, var ett japanskt tvåmotorigt attackflygplan från andra världskriget.
Planet är en utveckling av Kawasaki Ki-96 och den första prototypen stod klar i mars 1944. I oktober samma år beordrades att planet skulle börja produceras. Ki-102 deltog sparsamt i striderna, bland annat över Okinawa, de flesta av de över 200 tillverkade planen hölls dock i reserv i Japan.

## Varianter
- Ki-102a, höghöjdsjaktvariant av planet. Förändringarna bestod i omdesignat stjärtparti, förbättrat besättningsutrymme och Mitsubishi Ha-112-IIru motorer med avgasdriven turbokompressor. Efter lyckade testflygningar prioriterades tillverkningen av denna variant, men på grund av motorproblem färdigställdes endast 15 plan.
- Ki-102b, attackvarianten som också var den första variant att tillverkas. 215 exemplar färdigställdes innan krigsslutet.
- Ki-102c, nattjaktsvariant med större vingbredd, längre flygkropp, omdesignat stjärtparti, radar och beväpnad med två 30 mm Ho-105 kanoner och två 20 mm Ho-5 kanoner. Två prototyper färdigställdes.